# Metagou (Ort, Luculai)
Metagou ist ein osttimoresischer Ort im Suco Luculai (Verwaltungsamt Liquiçá, Gemeinde Liquiçá).

## Geographie und Einrichtungen
Das Dorf Metagou liegt im Norden der Aldeia Metagou in einer Meereshöhe von 731 m auf einem Berg zwischen den Flüssen Caray im Süden und Eanaloa im Norden, Quellflüsse des Gularkoo. Eine Straße führt nach Nordwesten zum Nachbarort Hunehei und nach Osten in das Dorf Lebuana. Nach Süden führt eine zweite durch das Tal des Caray zum Dorf Luculai.
In Metagou befindet sich der Sitz der Aldeia.